# Miguel Bonnefoy
Miguel Bonnefoy, nacido el 22 de diciembre de 1986 en París en Francia, es un escritor de nacionalidad francesa y venezolana.

## Biografía
Nacido en Francia de una madre diplomática de nacionalidad venezolana, que fue adscrita a la embajada de Venezuela en París y de un padre novelista chileno, Miguel Bonnefoy ha crecido en Venezuela y Portugal. Siguió su vida escolar en liceos franceses.
El autor, ha sido también profesor de francés en la Alianza francesa.
En 2009, logra el gran premio de la noticia de la Sorbona Nueva con La Casa y el Ladrón. Publica en italiano Quando il labirinto fu rinchiuso nel Minotauro en 2009, y en francés Naufragios en 2011, seleccionado para el Premio del Inadvertido 2012. En 2013, es lauréat del Premio del joven escritor con Icaro y otras noticias. El Viaje de Octavio su primera novela, publicado en 2015, es finalista del premio Goncourt de la primera novela. En 2017, Azúcar negro es finalista del premio Femina. En 2018-2019, es pensionista a la Villa Médicis. En 2021 se hace acreedor del Premio de los Libreros de Francia con su novela Herencia.
En 2022, The New York Times calificó a su novela Herencia como una de las mejores ficciones históricas del año.
En una entrevista con el escritor José del Prado, Bonnefoy manifestó su predilección por la metáfora, así como su distancia de los temas políticos. Actualmente reside en Berlin.

## Estilo
Miguel Bonnefoy reivindica un estilo mestizo, producto de sus orígenes venezolanos, chilenos y de su nacimiento y formación académica en Francia. 
A pesar de escribir en francés, muchas de sus historias de desarrollan en Venezuela (El viaje de Octavio, Jungla y Azúcar negro) o en Chile (Herencia) y toman como referencia tanto a escritores franceses y francófonos (Émile Zola, Flaubert o Dany Laferrière), como venezolanos (Rómulo Gallegos, Uslar Pietri, Teresa de la Parra o Montejo) y chilenos (Nicanor Parra).
A la pregunta sobre si se considera un escritor francés en Venezuela o un escritor venezolano en Francia, Miguel Bonnefoy contesta: "Eso es muy delicado. Obviamente hay ocho mil kilómetros de agua salada entre los dos y durante mucho tiempo pensé que tenía que elegir. Hoy en día es un humilde orgullo creerme francovenezolano o venezolanofrancés, aunque también hay una parte chilena dentro de mí."

## Obras
- Quando il labirinto fu rinchiuso nel Minotauro, Roma, Italia, Edizione del Giano, 2009, 35 p.
- Naufragios, París, Francia, Quespire, 2012, 76 p.
- Icaro y otras noticias, París, Francia, Buchet/Chastel, 2013, 352 p., ISBN 978-2-2830-2658-8.
- Travesía, París, Francia, ediciones Paulsen, 2013.
- El Viaje de Octavio, París, Francia, Rivages, 2015, 123 p., ISBN 978-2-7436-2941-0
- Jungla, ediciones Paulsen, colección Pasos, 2016, 122 p., ISBN 978-2-3522-1153-2.
- Azúcar negro, Rivages, 2017, 209 p., ISBN 978-2-7436-4057-6.
- Herencia, Rivages, 2020, 206 p.
- L'inventeur, Payot et Rivages, 2022, 208p.
- Le rêve du jaguar, Payot et Rivages, 2024, 304p.

## Premios
- Selección Premio del inadvertido 2012 por Naufragios
- Finalista Premio Goncourt de la primera novela 2015 por El Viaje de Octavio
- Prix Edmée-de-La-Rochefoucauld 2015, por El Viaje de Octavio
- Prix L’Île aux livres 2015, por El Viaje de Octavio
- Prix Fénéon 2015, por El Viaje de Octavio
- Prix de la vocation 2015, por El Viaje de Octavio  ha
- Mención especial del Prix des cinq continents de la francophonie 2015, por El Viaje de Octavio
- Prix littéraire du lycée Thiers, 2016, por El Viaje de Octavio
- Premio literario de los lycéens, aprendices y stagiaires de la formación profesional 2016-2017, por Jungla
- Prix Mille Pages 2017, por Azúcar negro
- Prix Renaissance, por Azúcar negro
- Prix des lycéens de l’Escale du livre de Bordeaux, por Azúcar negro
- Finalista premio Landerneau de los lectores 2017, por Azúcar negro[13]
- Selección Premio Françoise-Sagan 2018, por Azúcar negro[14]
- Finalista gran premio de la novela métis[15] 2018 y premio de la novela métis de las lycéens, por Azúcar negro[16]
- Prix des Libraires 2021, por Herencia[17][18]
- Finalista Premio Femina, por Herencia[19]
- Finalista Premio Goncourt, por Herencia[20]
- Finalista del Premio Goncourt des Lycéens, por Herencia[21]
- Gran Premio de la Academia Francesa por El sueño del jaguar
- Premio Femina por El sueño del jaguar